# Thorigné-Fouillard

Thorigné-Fouillard este o comună în departamentul Ille-et-Vilaine, Franța. În 1 ianuarie 2022 avea o populație de 8.631 de locuitori.